# Ignaz Greiner (Politiker)

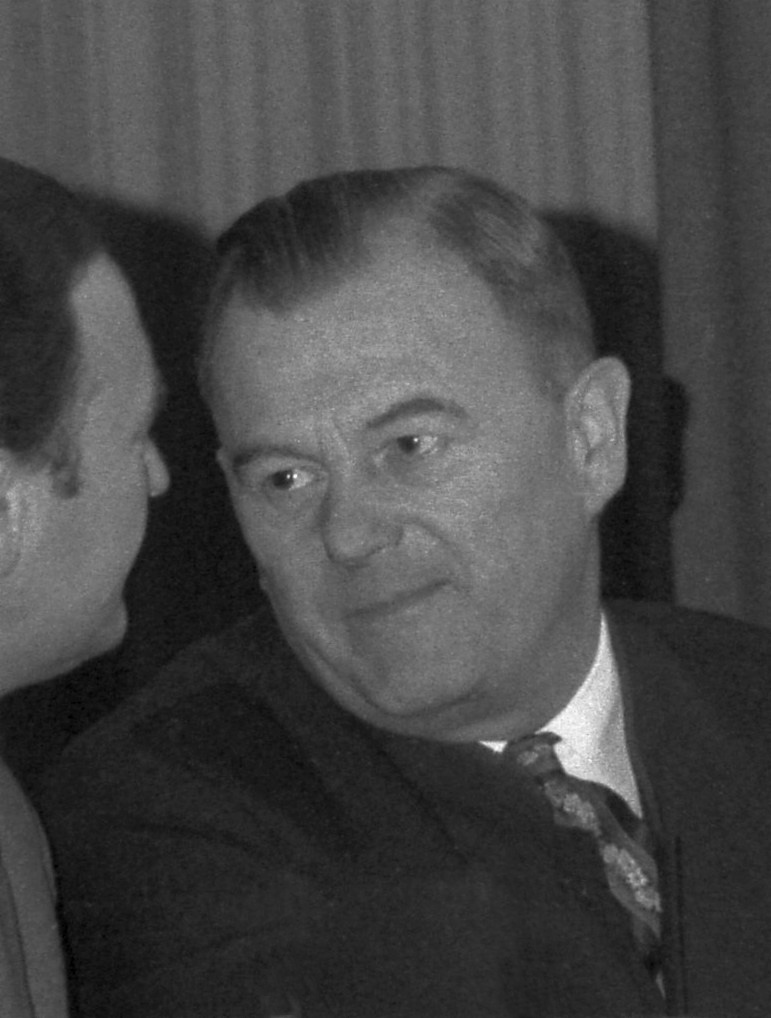
Ignaz Greiner als Landrat des Landkreises Hilpoltstein im März 1972

Ignaz Greiner (* 14. Oktober 1921 in Freystadt, Oberpfalz; † 26. Oktober 1978) war ein deutscher Politiker der CSU und von 1965 bis 1978 Bezirkstagspräsident von Mittelfranken.

## Politik
Greiner war von 1956 bis 1972 Landrat des Landkreises Hilpoltstein. Er wurde 1958 als Bezirksrat in den mittelfränkischen Bezirkstag gewählt und amtierte von 1965 bis 1978 als Bezirkstagspräsident. Nach der Gebietsreform mit der Auflösung des Landkreises Hilpoltstein war er von 1972 bis 1978 gewählter Landrat des Landkreises Roth.
Er war seit 1947 Mitglied der katholischen Studentenverbindung KDStV Rupertia Regensburg im Cartellverband.